# Estatus atribuït
L'estatus atribuït és l'estatus social d'una persona que se li assigna en néixer o que és assumit involuntàriament en el futur. És una posició que no és ni guanyada ni triada però sí assignada.